# Đồng Giáp
Đồng Giáp là một xã thuộc huyện Văn Quan, tỉnh Lạng Sơn, Việt Nam.
Xã Đồng Giáp có diện tích 18,36 km², dân số năm 1999 là 2.428 người, mật độ dân số đạt 132 người/km².
Theo thống kê năm 2019, xã Đồng Giáp có diện tích 18,36 km², dân số là 2.181 người, mật độ dân số đạt 119 người/km².